# ...і тоді я сказав — ні...
«…і тоді я сказав — ні…» («…и тогда я сказал — нет…») — радянський художній фільм 1973 року, знятий режисером Павлом Арсеновим на Кіностудії ім. М. Горького.

## Сюжет
Про перші повоєнні роки життя підлітків південного містечка. Щодня збираючись на пустирі, у своїх жорстоких іграх вони підкорялися найсильнішій зброї. Але це тривало доти, доки на пустирі не з'явився новий підліток — демобілізований з армії син полку, усміхнений і спокійний маленький солдат у військовій формі Костя…

## У ролях
- Рифат Мусін — Елік
- Нато Шенгелая — Неля
- Микола Лебедєв — Юра
- Володимир Лідухін — Равілька, друг Еліка
- Сергій Соболєв — Аркадій Резчиков на прізвисько «Аркан», юний бандит, ватажок загону
- Володимир Давидов — Тхір, помічник Аркана
- Геннадій Воробйов — Костя Рудаков, син полку
- Олександр Осипов — Льоня Кравцов
- Павло Волчков — Качан
- А. Овсепян — епізод
- Сергій Курносов — син завмага
- Марія Ліфшиць — подруга Нелі
- Валентина Телегіна — тітка Паша
- Аріадна Шенгелая — Тамара, мама Еліка
- Ніна Магер — Тетяна, мама Льоні
- Галина Фролова — мати Нелі
- Микола Смирнов — Василь, управдом
- Анатолій Кокорін — слідчий
- В. Вишняков — епізод
- Армен Джигарханян — читає закадровий текст

## Знімальна група
- Режисер — Павло Арсенов
- Сценарист — Рустам Ібрагімбеков
- Оператор — Михайло Якович
- Композитор — Євген Крилатов
- Художник — Микола Ємельянов